# Єличний Врх
Єлічні Врх (словен. Jelični Vrh) — є розсіяне поселення на пагорбах на південний схід від Ідрії, Регіон Горишка,  Словенія. Висота над рівнем моря: 640 м.